# Télescope Leonhard-Euler

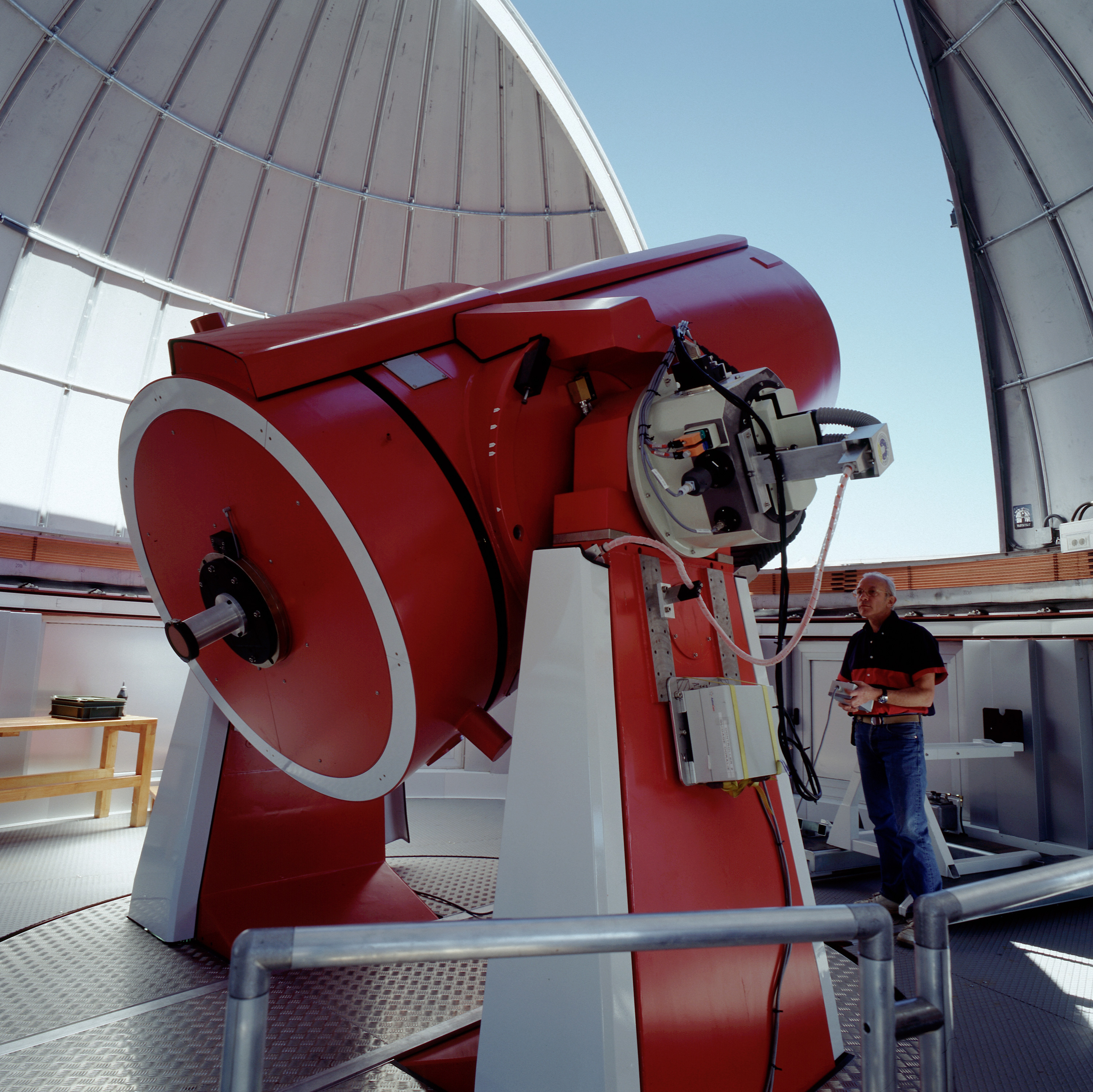
Le télescope Euler.

Le télescope Leonhard-Euler, aussi nommé télescope suisse de 1,2 mètre Leonhard-Euler ou simplement télescope Euler et surnommé « le Suisse », est un télescope astronomique de 1,2 mètre de diamètre d'ouverture de l'Observatoire de Genève situé à l'Observatoire de La Silla au Chili.

## Généralités
L'observatoire est opéré par l'Université de Genève en Suisse depuis la fin de construction des télescopes en 1998. Le télescope est nommé d'après le célèbre mathématicien bâlois Leonhard Paul Euler.
Le télescope Euler d'1,2 mètre fait partie du Southern Sky extrasolar Planet search Programme qui a découvert de nombreuses exoplanètes.

## Instruments

### CORALIE
Sur ce télescope est installé le spectrographe échelle CORALIE destiné à la recherche d'exoplanètes par spectroscopie Doppler (méthode des vitesses radiales).
La première planète découverte grâce à cet instrument fut Gliese 86 b, une géante gazeuse quatre fois plus massive que Jupiter avec une période orbitale de 15,8 jours terrestres. Depuis, de nombreuses autres planètes extrasolaires ont été trouvées, confirmées et/ou plus précisément caractérisées grâce à ce spectrographe.

### Euler-CAM
Euler-CAM est une caméra destinée à faire des mesures photométriques. Elle est principalement utilisée afin de faire des mesures de transits d'exoplanètes mais également pour l'observation de lentilles gravitationnelles.

### Pisco
Pisco (nommé d'après la boisson) est un petit télescope monté sur le télescope Euler dans le but de faire des observations photométriques simultanées des étoiles lorsqu'elles sont observées par spectroscopie avec CORALIE.

## Galerie

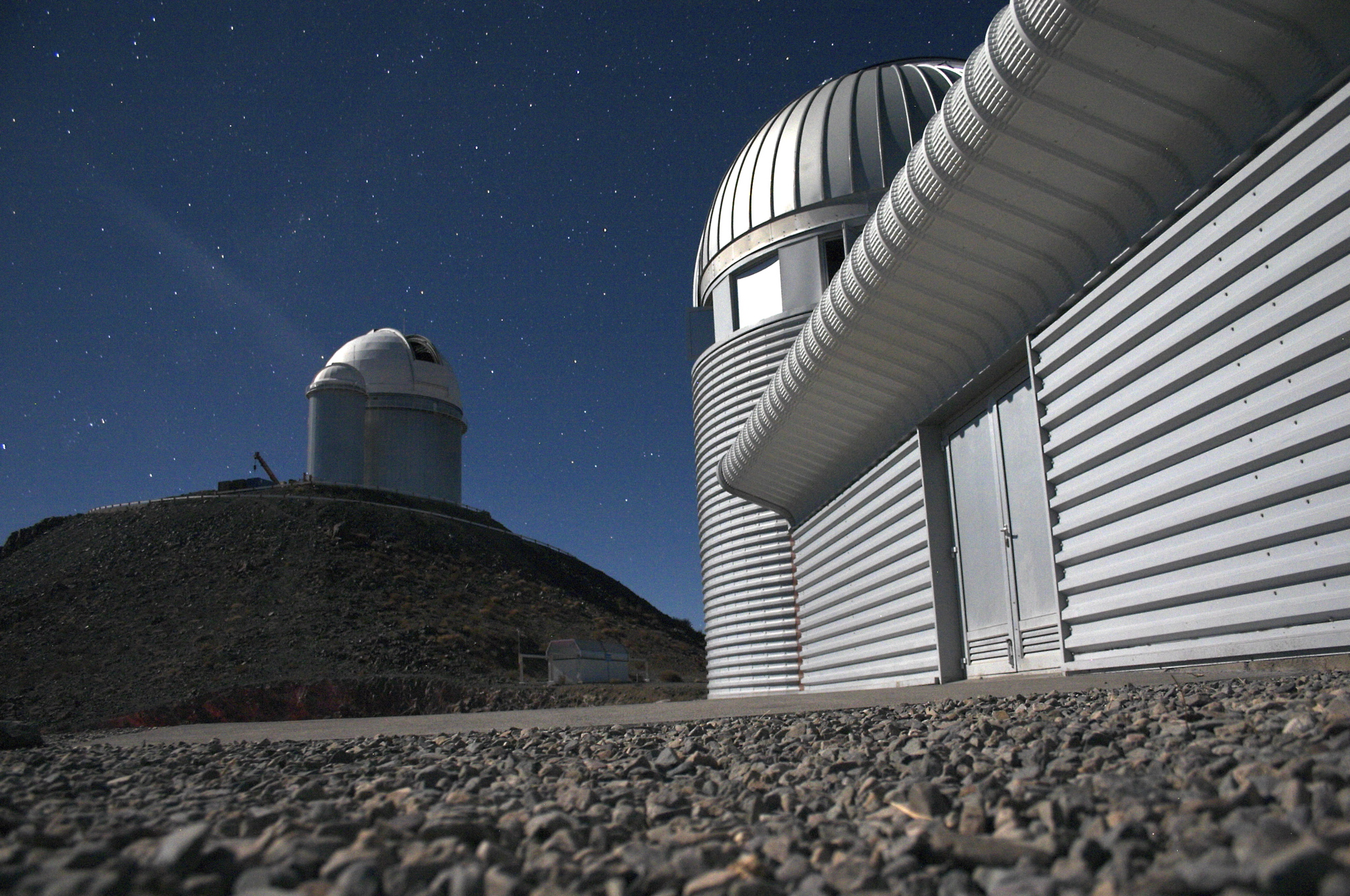
Le télescope Euler avec le télescope de 3,6 mètres de l'ESO au fond.
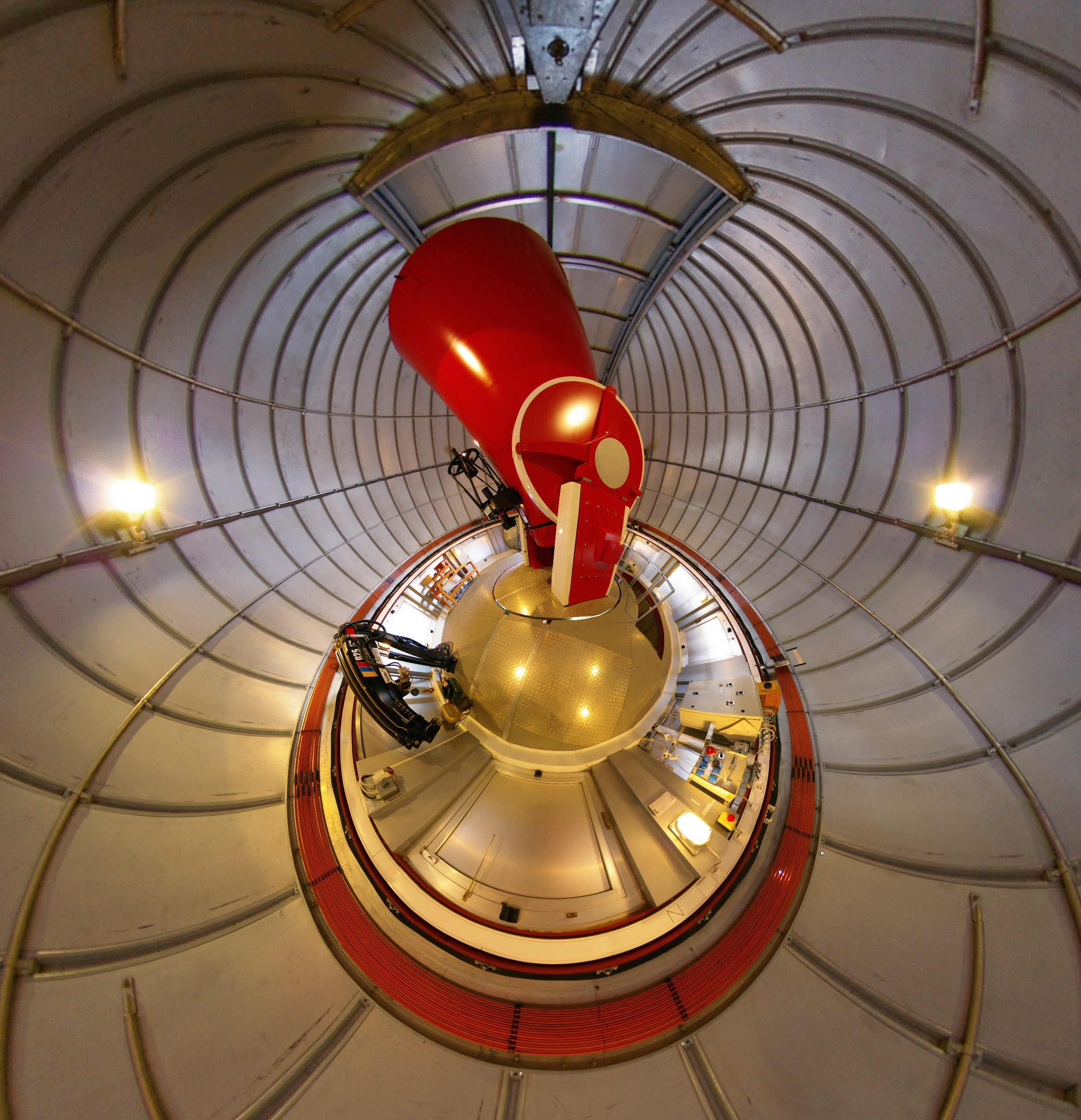
Vue fisheye du télescope Euler.
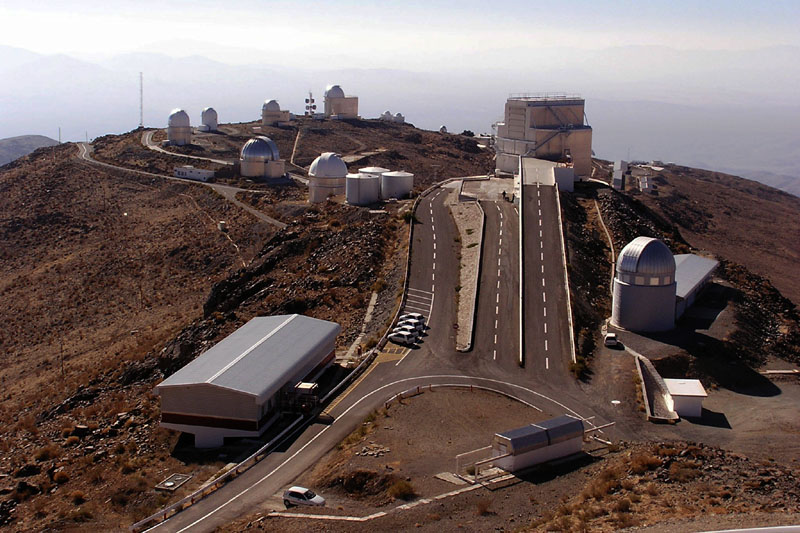
La Silla avec le NTT au centre et Euler à droite.
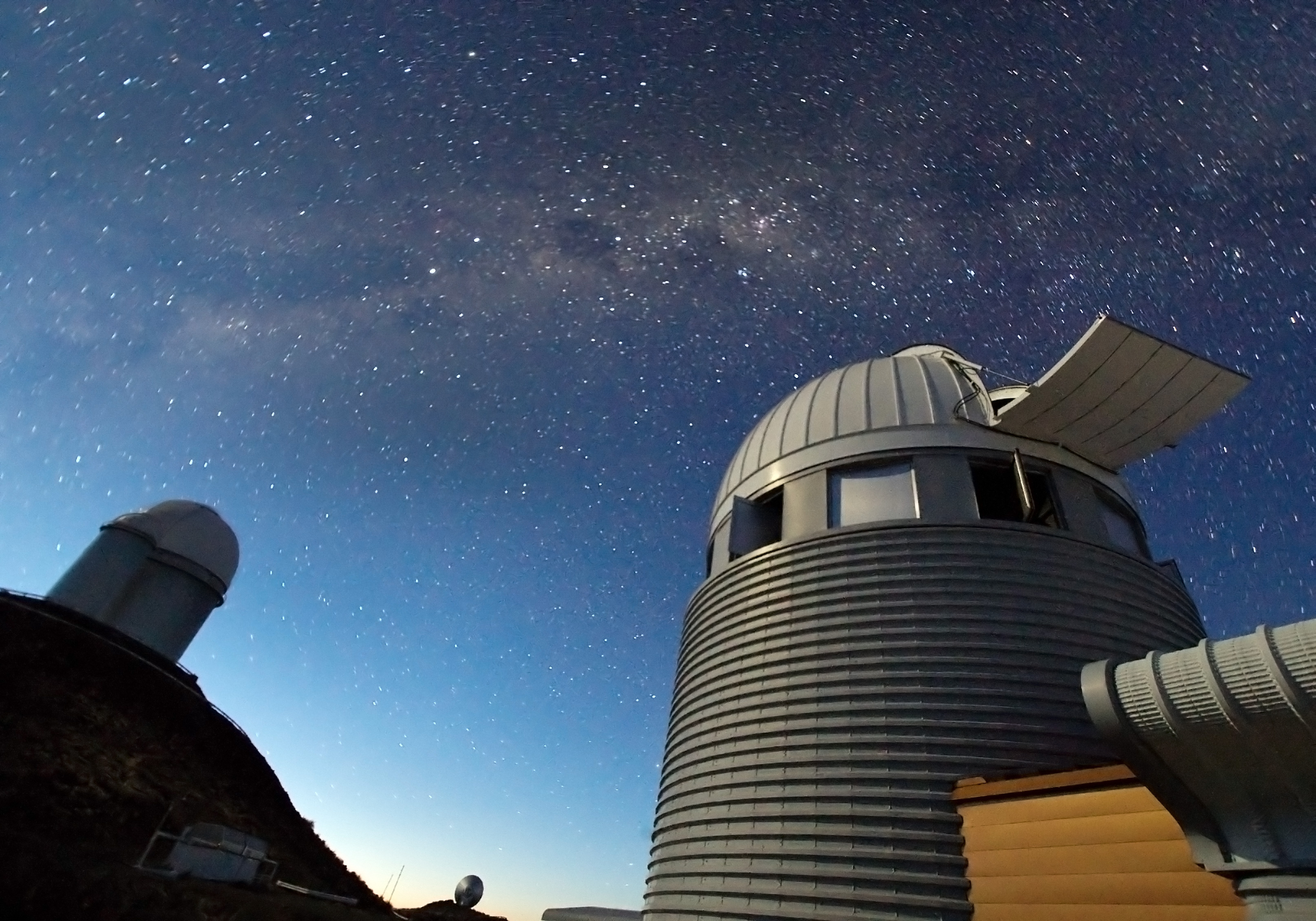
Euler et le télescope de 3,6 mètres de l'ESO, tous les deux chasseurs d'exoplanètes à La Silla.
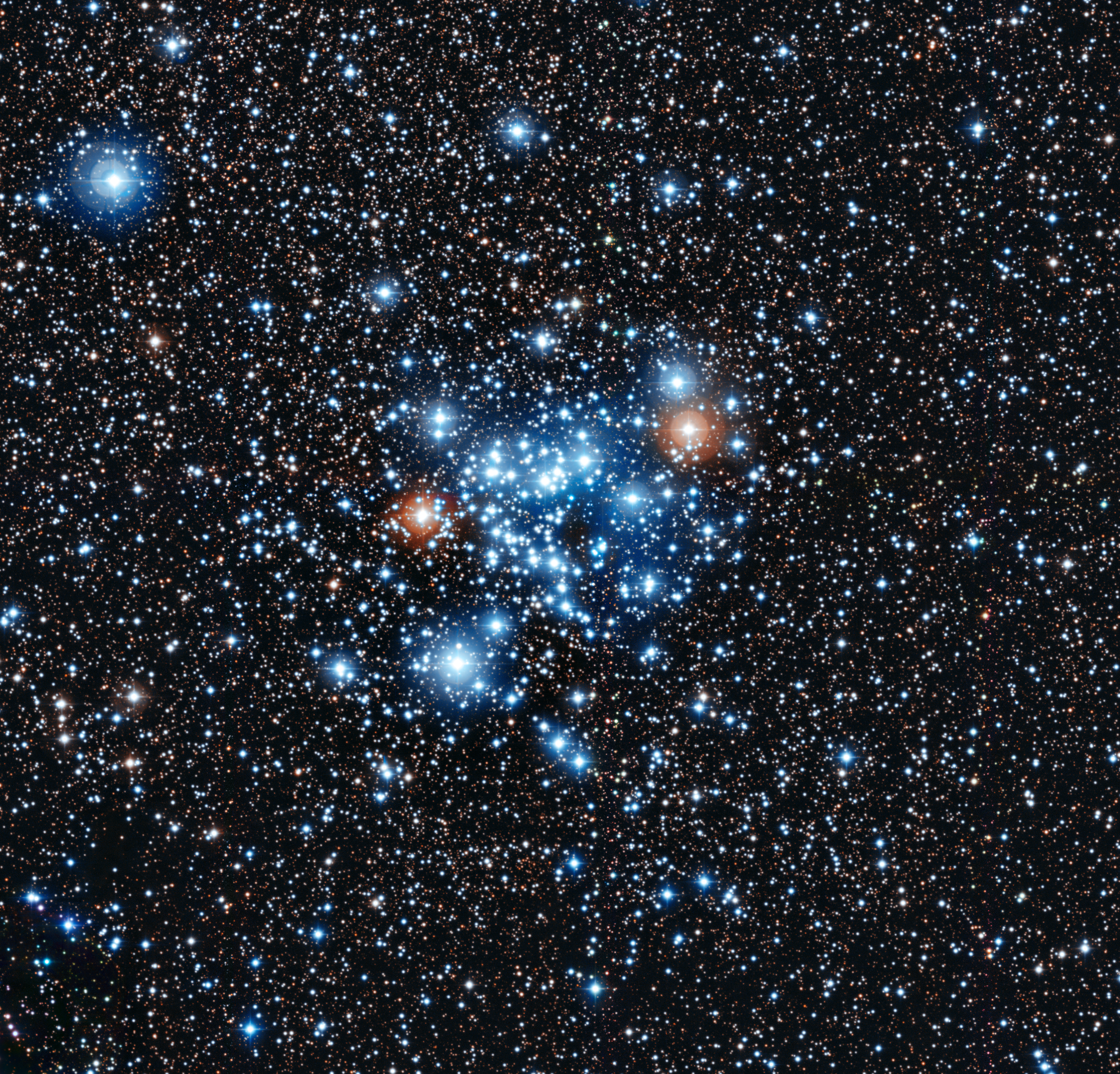
Image de l'amas ouvert NGC 3766 pris par le télescope Euler.